# Smithia agharkarii
Smithia agharkarii är en ärtväxtart som beskrevs av Koppula Hemadri. Smithia agharkarii ingår i släktet Smithia och familjen ärtväxter. Inga underarter finns listade i Catalogue of Life.